# Simeå
Simeå is een plaats in de gemeente Bollnäs in het landschap Hälsingland en de provincie Gävleborgs län in Zweden. De plaats heeft 77 inwoners (2005) en een oppervlakte van 22 hectare. De plaats ligt aan het meer Orsjön, wat eigenlijk een verbreed deel is van de rivier Ljusnan.